# Palazzo Mezzanotte (Chieti)
Il Palazzo Mezzanotte è un edificio storico di Chieti. Costruito alla fine del XIX secolo da Biase Mezzanotte, l'edificio rappresenta un esempio di architettura eclettica neorinascimentale. Il palazzo è noto per la sua rilevanza storica, soprattutto durante la Seconda Guerra Mondiale, quando Chieti fu dichiarata "città aperta".

## Descrizione
Il palazzo ha una pianta quadrangolare, con quattro torri tozze agli angoli, collegate al corpo principale tramite cornicioni marcapiano. La parte inferiore dell'edificio è decorata con un portico in bugnato che avvolge anche le torri. La struttura presenta due piani, separati da cornici decorative, con due ordini di finestre semplici intervallate da paraste con capitelli ionici dorati.
Il design riflette lo stile neorinascimentale, mescolando elementi classici e moderni in un insieme architettonico armonico. Le decorazioni, in particolare i capitelli dorati e le paraste, conferiscono all'edificio un carattere monumentale, tipico delle grandi residenze urbane dell'epoca.

## Vicende belliche
Durante la Seconda Guerra Mondiale, il Palazzo Mezzanotte fu coinvolto nelle vicende legate alla proclamazione di Chieti come "città aperta". Nel settembre 1943, il maresciallo Pietro Badoglio trovò rifugio nel palazzo mentre la famiglia reale sabauda fuggiva verso Brindisi. Badoglio, dopo aver sciolto lo Stato Maggiore, partì nottetempo per Pescara, riuscendo a imbarcarsi sulla nave Baionetta prima dei sovrani. Nel frattempo, il re Vittorio Emanuele III e la sua famiglia proseguirono verso il castello di Crecchio, per poi imbarcarsi dal porto di Ortona.
Dopo la fuga del maresciallo e della famiglia reale, il palazzo fu occupato dai nazisti, che lo utilizzarono come quartier generale per le operazioni contro le forze americane. Nonostante Chieti fosse stata dichiarata "città aperta", il palazzo subì un bombardamento il 26 settembre 1943, riportando danni significativi. L'edificio fu successivamente restaurato, preservandone l'integrità architettonica e storica.

## Usi attuali e proprietà
Oggi, il Palazzo Mezzanotte è di proprietà privata della famiglia Mezzanotte e non è aperto al pubblico. L'edificio mantiene un ruolo simbolico nella città di Chieti per il suo valore storico e architettonico. Sebbene di uso strettamente privato, il palazzo è un'importante testimonianza della storia locale e continua a essere un punto di riferimento nel centro storico della città.